# Jugend kulturell
Jugend kulturell ist ein seit 1981 in Deutschland durchgeführtes Kulturförderprogramm für Künstlerinnen und Künstler aus den Bereichen Musik und Darstellende Kunst.

## Jugend kulturell Veranstaltungsreihe
Die von der Hypovereinsbank ins Leben gerufene gleichnamige Veranstaltungsreihe gibt Künstlern, die ihre Leidenschaft zum Beruf machen möchten, u. a. die Möglichkeit, ihr Können einer breiten Öffentlichkeit zu präsentieren. Seit Beginn der Förderreihe traten ca. 9.500 Künstler bei über 2.200 Veranstaltungen mit rund 360.000 Besuchern auf (Stand März 2017).
2003 wurde die Hypovereinsbank für ihr kulturelles Engagement mit Jugend kulturell mit dem KulturMerkur der Handelskammer Hamburg und der Hamburgischen Kulturstiftung ausgezeichnet. Mit ihrem Kulturengagement ist die HypoVereinsbank Mitglied im Kulturkreis der deutschen Wirtschaft im Bundesverband der Deutschen Industrie e. V.

## Jugend kulturell Förderpreis
Zusätzlich zur Veranstaltungsreihe wurde von 1994 bis einschließlich 2016 der Jugend kulturell Förderpreis zur Förderung „besonders talentierter Newcomer“ verliehen, die sich einer unabhängigen Fachjury und dem Publikum präsentierten. Der Wettbewerb um den Förderpreis fand jährlich wechselnd in einer der vier Fördersparten A cappella, Musical, Kabarett & Co. und Popmusik statt und war mit insgesamt 20.000 Euro dotiert. Neben Geldpreisen wurden Sach- und Sonderpreise vergeben (z. B. CD-Produktionen, Workshops und Coachings).
Zuletzt wurde der Jugend kulturell Förderpreis 2016 in der Sparte "Acoustic Pop" vergeben. Die Preisträger des Finales waren Alice Merton (1. Jurypreis), Listen to Leena (2. Jurypreis) und ANTIHELD (Publikumspreis).
Bisherige Teilnehmer und Preisträger des Wettbewerbs waren unter anderem die Kabarettisten Bodo Wartke, Sebastian Krämer, Matthias Brodowy, Marc-Uwe Kling, Simon & Jan, Tilman Birr, Ass-Dur, Zärtlichkeiten mit Freunden, Martin Zingsheim, Till Reiners sowie die Musiker Alice Merton, Tommy Finke, Johanna Zeul und die Bands MBWTEYP, Phrasenmäher (Band) und Luxuslärm. Weitere Preisträger waren die Musical-Darstellerinnen Elisabeth Hübert, Katja Berg, Jacqueline Zebisch alias Ella Endlich und Roberta Valentini sowie die A-cappella-Ensembles LaLeLu, Calmus Ensemble, Viva Voce, Klangbezirk, Maybebop, Vocaldente, JuiceBox., Sjaella, Dezibelles und HörBänd.